# Pyrausta volupialis
Pyrausta volupialis là một loài bướm đêm trong họ Crambidae.